# Rajons
« Rajons » et « Lielpilsētas » redirigent ici. Pour le découpage administratif qui s'applique depuis 2009, voir Organisation territoriale de la Lettonie.

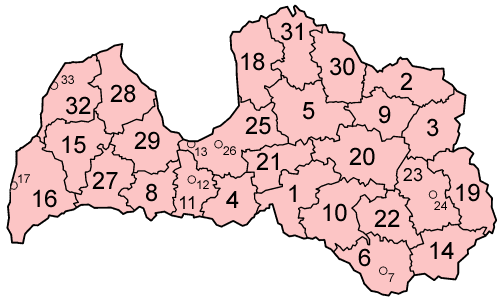
Les anciens rajons de Lettonie numérotés par ordre alphabétique

Jusqu'à la  réforme administrative du 1er juillet 2009 la Lettonie était divisée en 26 districts (en letton : rajons) et 7 villes à statut spécial (en letton : lielpilsētas), notées par des astérisques :
1. Aizkraukles rajons
2. Alūksnes rajons
3. Balvu rajons
4. Bauskas rajons
5. Cēsu rajons
6. Daugavpils rajons
7. Daugavpils*
8. Dobeles rajons
9. Gulbenes rajons
10. Jēkabpils rajons
11. Jelgavas rajons
12. Jelgava*
13. Jūrmala*
14. Krāslavas rajons
15. Kuldīgas rajons
16. Liepājas rajons
17. Liepāja*
18. Limbažu rajons
19. Ludzas rajons
20. Madonas rajons
21. Ogres rajons
22. Preiļu rajons
23. Rēzeknes rajons
24. Rēzekne*
25. Rīgas rajons
26. Rīga*
27. Saldus rajons
28. Talsu rajons
29. Tukuma rajons
30. Valkas rajons
31. Valmieras rajons
32. Ventspils rajons
33. Ventspils*